# Konfederacja Inflancka
Konfederacja Inflancka (1228–1560) – luźny związek pięciu państewek na terenie historycznych Inflant, tzn. na terenie dzisiejszej Łotwy i Estonii. Jej członkami były zakonem kawalerów mieczowych (od 1237 r. jako zakon krzyżacki w Inflantach), biskupstwo Ozylii, archidiecezja ryska, biskupstwo Dorpatu i biskupstwo Kurlandii.
Została stworzona przez Wilhelma z Modeny jako kompromis pomiędzy Kościołem a rosnącym w siłę zakonem inflanckim, który stopniowo podbijał ziemie zamieszkiwane przez plemiona Bałtów (Łatgalów, Zemgalów, Zelów i Kurów) oraz ugrofińskie plemię Liwów. Konfederacja istniała do czasu wojen inflanckich.